# Vágur
Vágur é uma cidade situada na ilha de Suðuroy, no arquipélago das Ilhas Faroés. Constitui a segunda maior cidade da ilha e a sexta maior do arquipélago.
Localiza-se na costa oriental da ilha, no fiorde Vágsfjørður, remontando a sua fundação ao século XIV.
Vágur possui um pavilhão desportivo, ao lado de um campo de futebol. Possui ainda uma piscina, uma escola secundária e uma clínica com diversos serviços médicos. Existe também um hotel, um posto de correios, bancos e diversas lojas. A cidade possui um clube de futebol chamado Vágs Bóltfelag (VB).
O  Viðarlundin á Vági é um pequeno bosque com uma superfície de 3.01 hectares, localizado no norte da cidade. Os trabalhos de arborização iniciaram em 1956.
A área portuária, com 14 metros de profundidade, situa-se na parte norte do fiorde, possuindo um centro pesqueiro moderno, que inclui uma fábrica de filetes.

## História
O primeiro documento histórico que menciona Vágur data de 1350. Em 1538, teve lugar a primeira prédica protestante nas Ilhas Faroés, tendo sido conduzido pelo chamado irmão Andrass, um ex-padre católico. A igreja de Vágur é por isso considerada a mais sagrada do arquipélago.
A atual igreja de Vágur foi inaugurada em 1927. Diz-se que a primeira igreja existente em Vágur, em tempos remotos, chegou à deriva da Noruega, onde tinha sido deitada ao mar, como oferenda votiva. Uma igreja posterior, construída em Vágur em 1862, foi transferida para a povoação de Hov em 1942.
A primeira central hidroelétrica das Ilhas Faroés foi construída em Vágur em 1921. É atualmente complementada por uma central diesel moderna, na parte sul do fiorde.
Perto da estrada que atravessa Vágur, encontra-se um memorial que celebra os esforços de Nólsoyar Páll, um herói faroês do início do século XIX, poeta e génio. Acreditava que o monopólio comercial do estado da época restringia gravosamente o potencial económico das ilhas, tendo organizado e mobilizado uma oposição e uma resistência contra este. Apesar de não ter conseguido em vida a abolição do monopólio, os seus feitos deram início ao processo que culminaria na abolição do monopólio em 1856.
Em 1967, Vágur foi atingida por diversos pequenos terramotos. Por se tratar de um fenómeno raro nas Ilhas Faroés, uma grande parte da população fugiu nessa altura em pânico para Tórshavn .

## Galeria

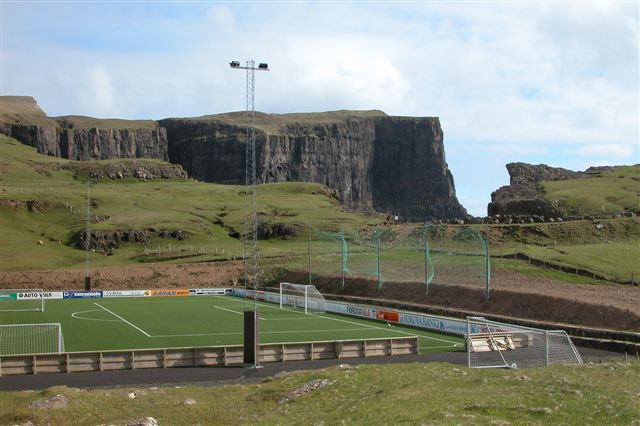
Campo de futebol de Vágur.
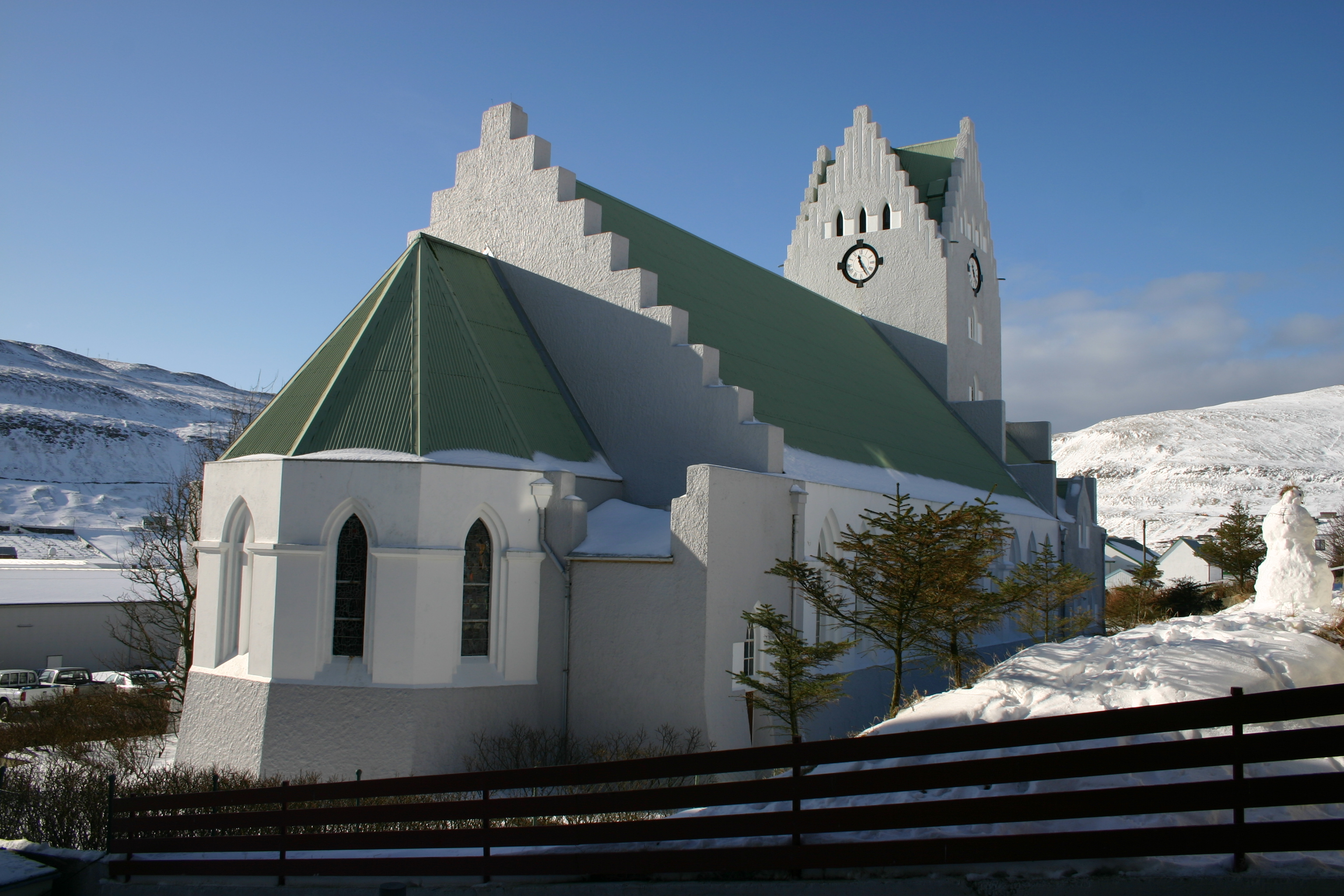
Igreja de Vágur.
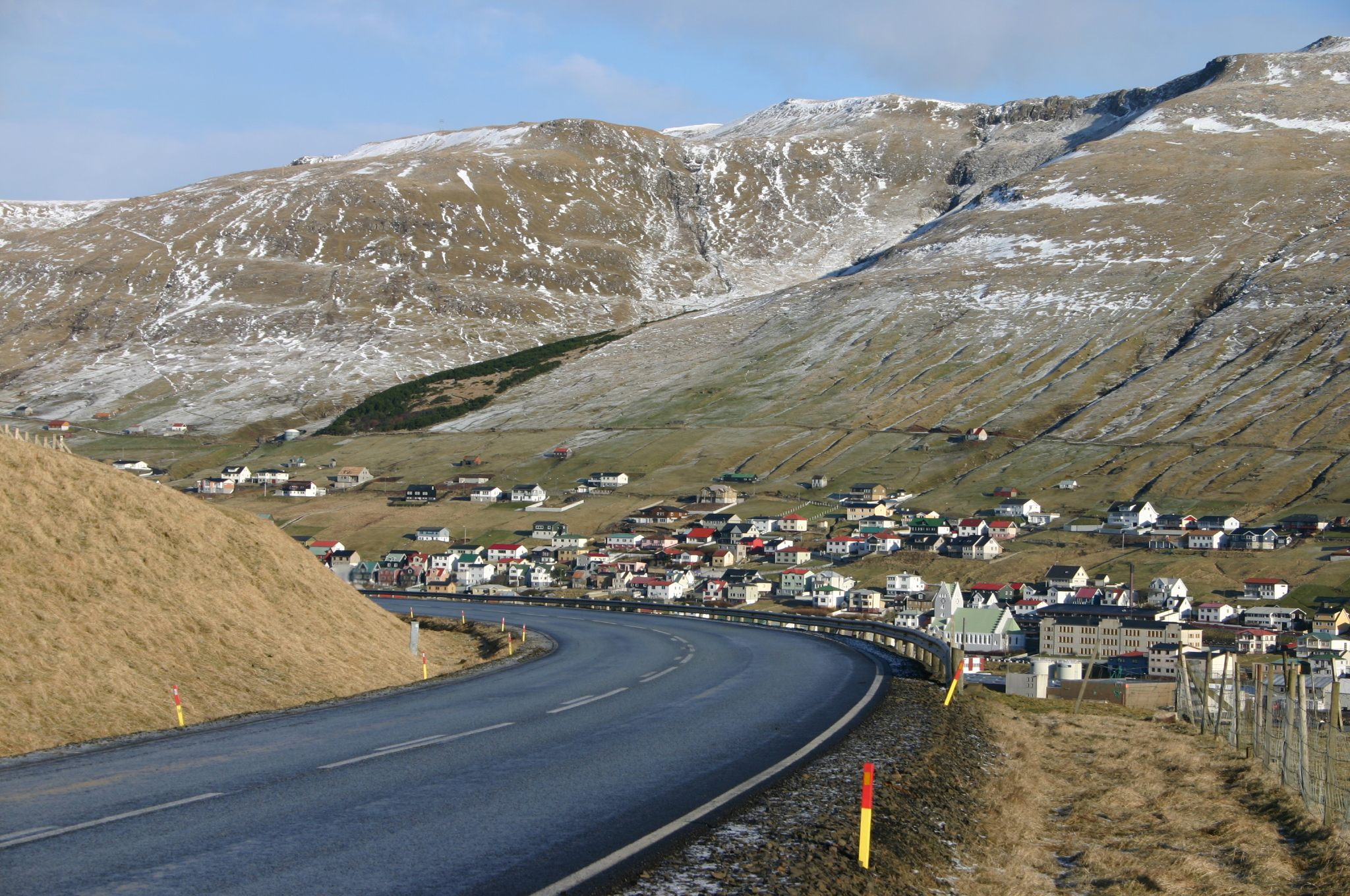
Estrada junto a Vágur.
Rainha Margarida II da Dinamarca visitando Vágur.
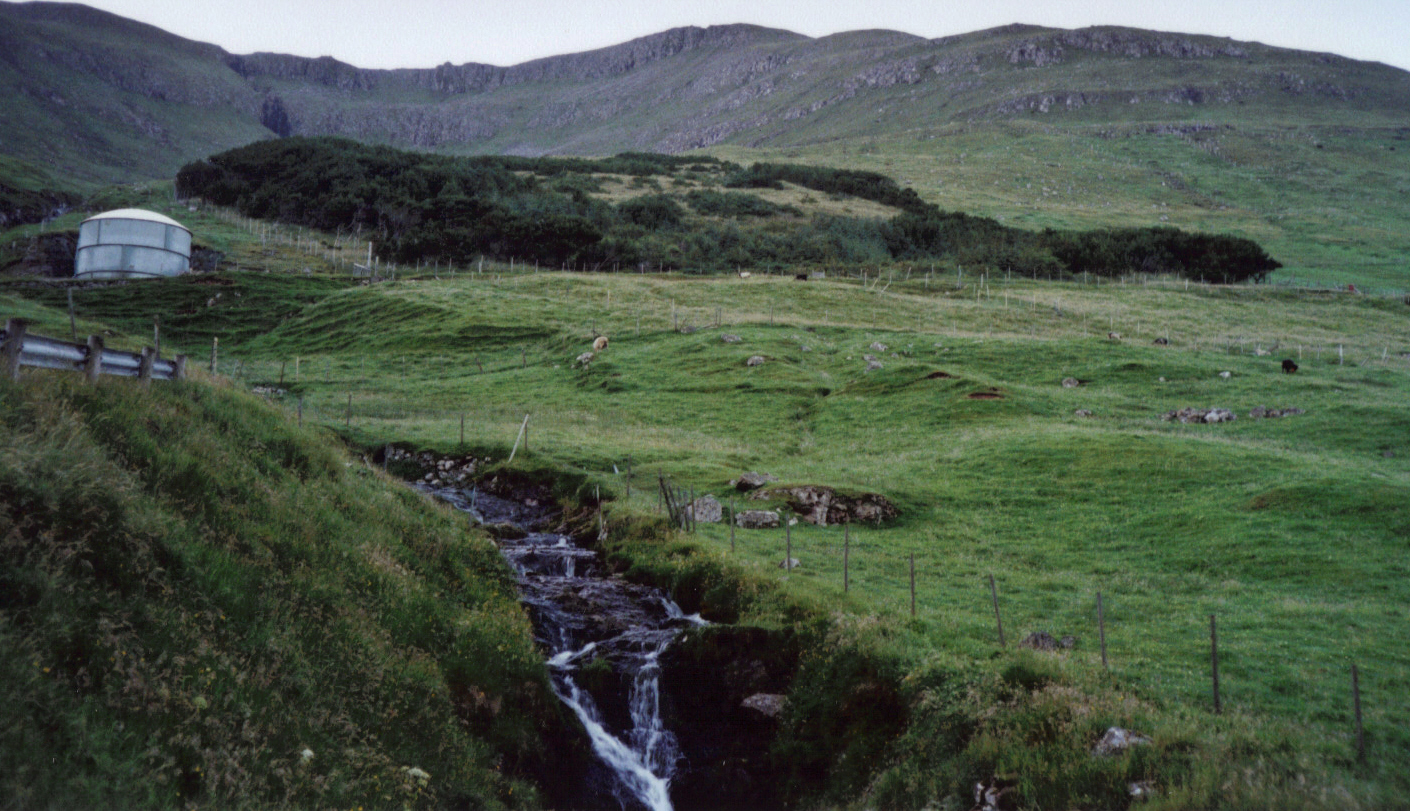
Bosque Viðarlundin á Vági.